# Fehérmellű pitta
A fehérmellű pitta (Pitta maxima) a madarak osztályának verébalakúak (Passeriformes)  rendjébe és a pittafélék (Pittidae) családjába tartozó faj.

## Rendszerezése
A fajt Salomon Müller és Hermann Schlegel német ornitológusok írták le 1845-ben.

## Alfajai
- Pitta maxima maxima S. Muller & Schlegel, 1845
- Pitta maxima morotaiensis Bemmel, 1939[2]

## Előfordulása
Az Indonéziához tartozó Észak-Maluku-szigeteken honos. Természetes élőhelyei a szubtrópusi vagy trópusi síkvidéki esőerdők, valamint ültetvények. Állandó, nem vonuló faj.

## Megjelenése
Testhossza 28 centiméter, testtömege 166-206 gramm.

## Természetvédelmi helyzete
Az elterjedési területe nagyon nagy, egyedszáma ugyan csökken, de még nem éri el a kritikus szintet A Természetvédelmi Világszövetség Vörös listáján nem fenyegetett fajként szerepel.